# Aleixo Comneno (protovestiário)
Aleixo Comneno (em grego: Ἀλέξιος Κομνηνός; romaniz.: Aléxios Komnenós; ca. 1135 - após 1182) foi um aristocrata e cortesão bizantino do século XII. Era o segundo filho de Andrônico Comneno, segundo filho do imperador João II Comneno (r. 1118–1143), e sua esposa Irene. Ele nasceu na Páscoa de 1135 (ou possivelmente 1134 ou 1136).
Em ca. 1153/1154, Aleixo casou-se com Maria Ducena, cujo parentesco exato é desconhecido; juntos tiveram ao menos quatro filhos: Andrônico, Irene, e um filho e uma filha cujos nomes são desconhecidos. Ele ascendeu às posições de protoestrator (em 1170) e posteriormente protovestiário. Tornar-se-ia o amante e co-regente de facto da imperatriz-viúva Maria de Antioquia em 1180–82.